# Magden
Magden é uma comuna da Suíça, situada no distrito de Rheinfelden, no cantão de Argóvia. Tem 11,04 km² de área e sua população em 2018 foi estimada em 3.915 habitantes.